# Сфенозухии
Сфенозухии (лат. Sphenosuchia) — группа примитивных вымерших наземных крокодиломорфов, впервые появившихся в верхнем триасе и встречавшихся до поздней юры. Большинство из них были грацильными животными небольших размеров, имевшими перпендикулярное положение конечностей относительно земли.

## Общие морфологические особенности
Сфенозухии считаются более примитивными представителями надотряда крокодиломорфов, чем другие причисляемые к этому надотряду группы. Они выделяются своим чрезвычайно лёгким скелетом и бегающим способом передвижения, особенно род Terrestrisuchus, но именно эти признаки, вероятно, унаследованные от предков, могут свидетельствовать о примитивности сфенозухий.
Подотряд представлен некрупными формами размером до 2 м, с одним заметным исключением в виде крупного хищника редондавенатора (Redondavenator quayensis) с черепом длиной 60 см и общей длиной не менее 4 м. Обладали черепами со сравнительно короткой мордой и небольшим предглазничным окном, а также с хорошо развитой, как и у других крокодиломорфов, системой воздушных синусов, связанных с полостью среднего уха. Коракоид
имеет постеровентральный отросток.

## Способ передвижения

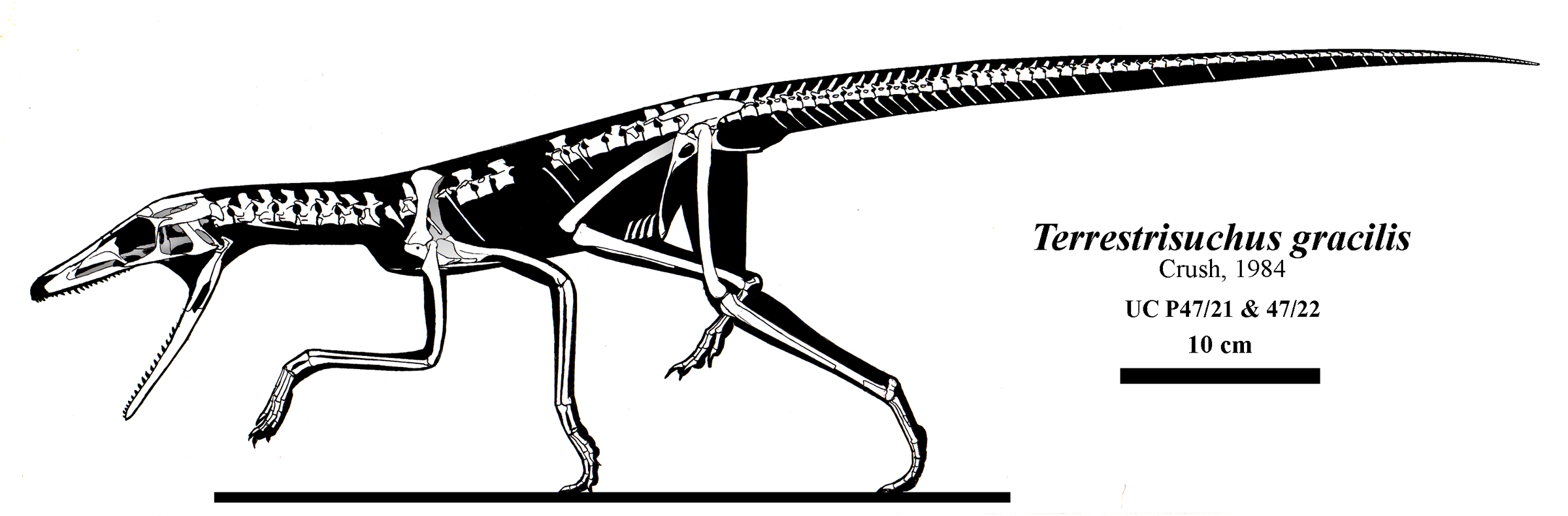
Скелет английской верхнетриасовой сфенозухии Terrestrisuchus gracilis

Некоторые сфенозухии, возможно, были квадрупедальными, как, например, среднетриасовый аргентинский Pseudhesperosuchus, имевший предглазничное окно, необычно большое для сфенозухий. Другие же виды, такие, как Gracilisuchus из среднего триаса Южной Америки и немногим более крупный Terrestrisuchus из верхнего триаса Англии, размером до 0,5 м, были, по-видимому, способны к бипедальному передвижению.

## Наиболее изученные роды

### Gracilisuchus
Этот род, представители которого встречались в Южной Америке в среднем триасе — один из самых древних в подотряде. В 1970-х годах его относили к орнитозухидам, в частности, в работах американского палеонтолога Альфреда Ромера, однако в 1981 году Бринкман показал, что Gracilisuchus отличается от всех представителей вышеупомянутого семейства строением предплюсны и щёчной области, и предположил его родственные связи со Sphenosuchus и другими родами подотряда Sphenosuchia.
По большинству признаков скелета Gracilisuchus напоминает текодонтов. Предплюсна нормального крокодилового типа, выпуклая латеральная поверхность таранной кости заходит в углубление пяточной. Пятый палец редуцирован, и проксимальный конец пятой метатарсалии не сохраняет примитивной крючковидной конфигурации. Лобковые кости длинные и, по-видимому, не участвуют в образовании вертлужной впадины.
Коракоиды короткие, предглазничное окно, как и у большинства текодонтов, крупное и окружено обширным углублением.
Строение щёчной области убедительно свидетельствует о родстве с крокодилами. Дорсальный конец квадратной кости загнут вперёд, и над ним нависает широкий край чешуйчатой кости. Теменные кости сзади сливаются.
Дермальный панцирь располагается вдоль всей длины позвоночного столба. На один сегмент приходятся примерно две его пластинки. Элементы двух рядов зубчато соединены по средней линии. Шейные рёбра очень похожи на таковые у современных крокодилов: у них две отчётливо разделенные головки и короткий, направленный назад стержень, перекрытый спереди концом предшествующего ребра. Шейных позвонков семь, следующий за ними несёт ребра промежуточного строения.
Несмотря на ряд сходных с крокодилами признаков в строении черепа, большинство особенностей скелета связывает Gracilisuchus с текодонтами, однако представителей этого рода нельзя отнести ни к одному из известных семейств этой группы.

### Sphenosuchus
Представители рода обнаружены в 1960-е годы в нижнеюрских отложениях Южной Африки.
Череп Sphenosuchus — низкий с удлинённой мордой, более близок к т. н. «крокодиловому» типу. Квадратная и квадратно-скуловая кости наклонены вперёд, а предглазничное окно редуцировано. Череп акинетический, предлобные кости простираются вентрально, соединяясь с нёбными. Теменные кости соединяются сзади, в то время как заднеглазничные и заднелобные остаются неслитыми. Наблюдается крокодилоидная пневматизация затылочной области, улитка внутреннего уха удлиняется. Как и у более поздних крокодиломорфов, боковая клиновидная кость образует боковую стенку мозговой коробки спереди от переднеушной кости.
Примитивные по сравнению с более поздними крокодиломорфами черты строения черепа выражаются в отсутствии связей между боковой стенкой мозговой коробки и квадратной костью. Последняя достигает переднеушной кости спереди от заднеушной. Верхние височные отверстия длинные. Нёбо, вероятно, открытое, как у текодонтов, хотя внутренние ноздри сдвинуты назад, а верхнечелюстные кости образуют спереди от них короткое вторичное нёбо.
По длине коракоида посткраниальный скелет приближается к эволюционному уровню более поздних крокодиломорфов, но ключица сохраняется. Длинная, направленная вперёд лобковая кость слабо участвует в образовании вертлужной впадины, которая прободена у родственной формы Terrestrisuchus. Как и у современных родов, запястье удлинено.
Таким образом, Sphenosuchus существенно отличается от текодонтных псевдозухий строением квадратной области черепа, для которой характерно очень высокое боковое височное окно, и имеет некоторые принципиальные сходства с птицами — в строении мозговой коробки, нёба и системы воздушных черепных синусов, что позволило английскому палеонтологу А. Уокеру в 1972 году выдвинуть гипотезу о сфенозухиях как о ближайших предковых родственниках птиц. Впоследствии, однако же, гипотеза была признана несостоятельной.

### Hesperosuchus

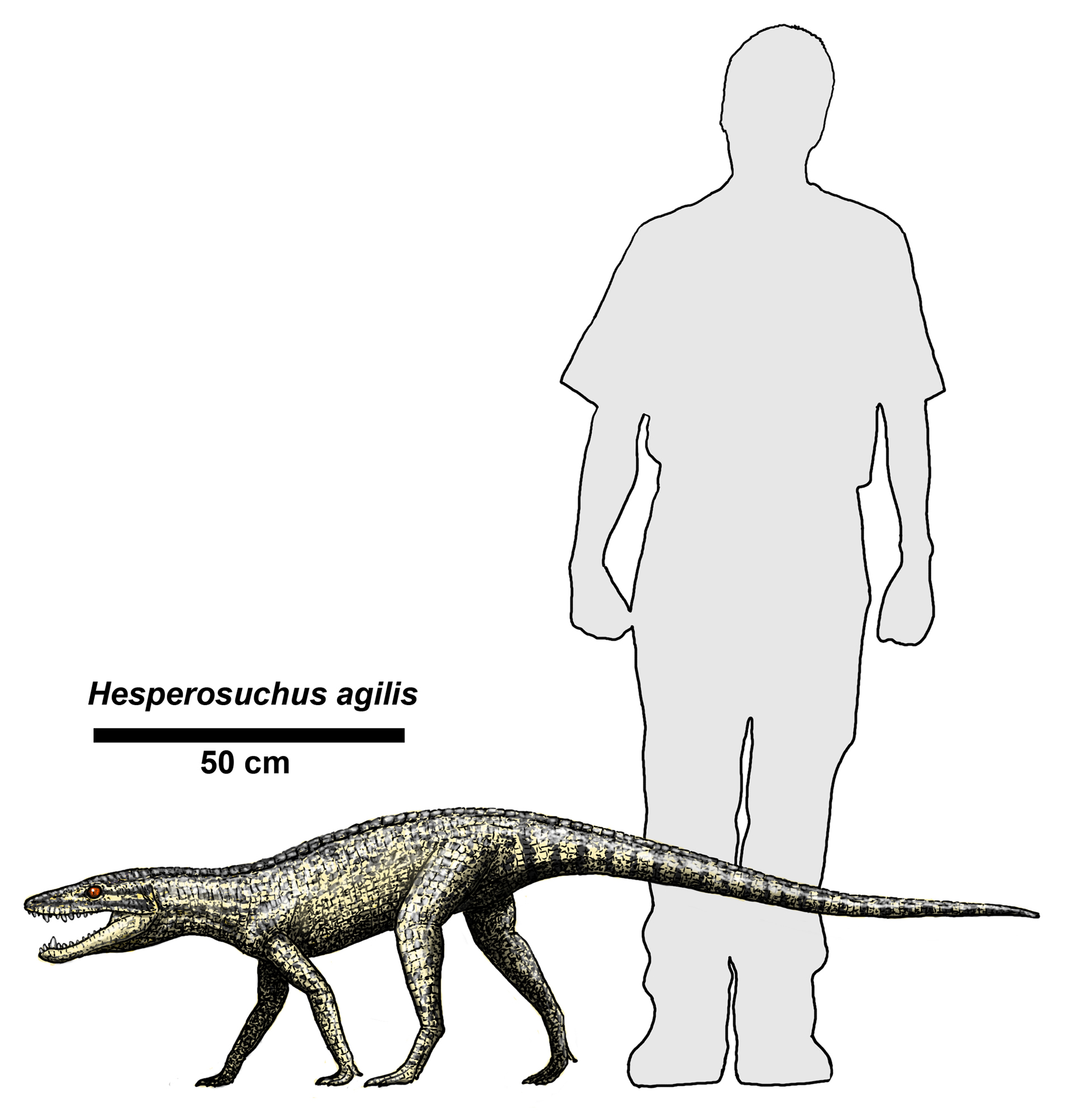
Реконструкция Hesperosuchus

Эта позднетриасовая сфенозухия из Нью-Мексико была переописана в 1993 году. Hesperosuchus, так же, как и Sphenosuchus, обладал удлинённым передним отростком квадратно-скуловой кости, который протягивается внутрь от заднего отростка скуловой кости к основанию заглазничного отростка последней. При этом вышеупомянутый отросток как бы пересекает нижнее височное окно; у заднего края последнего в области челюстного сочленения скуловая, квадратно-скуловая и квадратная кости смыкаются друг с другом. Клыки дифференцированы слабо.

### Роды
| Genus                | Status       | Age                                                  | Location                              | Unit                                                            | Notes                                                                   | Images |
| -------------------- | ------------ | ---------------------------------------------------- | ------------------------------------- | --------------------------------------------------------------- | ----------------------------------------------------------------------- | ------ |
| - Dibothrosuchus     | Валидный     | Нижняя юра                                           | Китай                                 | Lower Lufeng Series                                             |                                                                         |        |
| - Dromicosuchus      | Валидный     | Верхний триас                                        | Соединённые Штаты Америки             | Newark Supergroup                                               |                                                                         |        |
| - Dyoplax            | Валидный     | Верхний триас (Карнийский ярус)                      | Германия                              | Schilfsandstein Formation                                       | Сомнительная сфенозухия; возможно, на самом деле это Erpetosuchidae.    |        |
| - Hesperosuchus      | Валидный     | Верхний триас (Карнийский ярус)                      | Соединённые Штаты Америки             | Chinle Formation                                                |                                                                         |        |
| - Junggarsuchus      | Валидный     | Средняя юра                                          | Китай                                 | Shishugou Formation                                             |                                                                         |        |
| - Kayentasuchus      | Валидный     | Верхний триас (Синемюрский ярус — Плинсбахский ярус) | Соединённые Штаты Америки             | Kayenta Formation                                               |                                                                         |        |
| - Litargosuchus      | Валидный     | Верхний триас                                        | Южно-Африканская Республика           | Elliot Formation                                                |                                                                         |        |
| - Parrishia          | Nomen dubium | Верхний триас                                        | Соединённые Штаты Америки             | Dockum Group                                                    | Сомнительная сфензухия, известная только по недиагностическим позвонкам |        |
| - Phyllodontosuchus  | Валидный     | Нижняя юра                                           | Китай                                 | Lower Lufeng Series                                             |                                                                         |        |
| - Pseudhesperosuchus | Валидный     | Верхний триас (Норийский ярус)                       | Аргентина                             | Los Colorados Formation                                         |                                                                         |        |
| - Redondavenator     | Валидный     | Верхний триас                                        | Соединённые Штаты Америки             | Redonda Formation                                               |                                                                         |        |
| - Saltoposuchus      | Валидный     | Верхний триас (Норийский ярус)                       | Германия · Швейцария · Великобритания | Löwenstein Formation Trossingen Formation Lossiemouth Sandstone |                                                                         |        |
| - Sphenosuchus       | Валидный     | Нижняя юра                                           | Южно-Африканская Республика           | Elliot Formation                                                |                                                                         |        |
| - Terrestrisuchus    | Валидный     | Верхний триас                                        | Великобритания                        |                                                                 |                                                                         |        |
| - Trialestes         | Валидный     | Верхний триас                                        | Аргентина                             | Ischigualasto Formation                                         |                                                                         |        |